# Hassan Al Haydos
Hassan Al-Haydos, né le 11 septembre 1990, est un footballeur international qatarien, évoluant au poste d'attaquant à l'Al-Sadd SC.

## Biographie

### En club
Al Haydos intègre l'équipe du Al Sadd SC dès son plus jeune âge et est formé au sein de ce club. Il fait ses débuts en équipe première en 2006. L'un de ses formateurs et mentors dans ce club est alors Jafal Rashed Al-Kuwari, joueur important de l'histoire d'Al-Sadd, qui fait l'ensemble de sa carrière dans ce club.

### En équipe nationale
En 2007, il est sélectionné en équipe des moins de 20 ans pour participer aux qualifications pour le tournoi des Jeux olympiques d'été de 2008. Cependant, l'équipe olympique du Qatar ne se qualifie pas. Il sera sélectionné aussi pour les qualifications aux Jeux olympiques d'été de 2012. Il fait ses débuts en équipe nationale en 2008, en participant à des matchs de qualification pour la Coupe du monde 2010 et, en 2010, il participe aux Jeux Asiatiques de 2010 avec la sélection des moins de 23 ans.
Le 11 novembre 2022, il est sélectionné par Félix Sánchez Bas pour participer à la Coupe du monde 2022.
Le 16 mars 2024, il annonce sa retraite internationale après 183 sélections.

## Palmarès
- Vainqueur de la Ligue des champions de l'AFC en 2011 avec Al-Sadd
- Champion du Qatar en 2007, 2013, 2019, 2021 et 2022 avec Al-Sadd
- Vainqueur de la Coupe du Qatar en 2007, 2014, 2015, 2017, 2020 et 2021 avec Al-Sadd
- Vainqueur de la Coupe Crown Prince de Qatar en 2007, 2008 et 2017 avec Al-Sadd
- Vainqueur de la Coupe Sheikh Jassem de Qatar en 2006, 2014, 2017 et 2019 avec Al-Sadd
- Vainqueur de la Coupe d'Asie en 2019 et 2023 le Qatar